# Forbes
Форбс (енгл. Forbes, IPA: ) амерички је бизнис магазин. Излази сваке друге недеље и садржи оригиналне чланке о финансијским, индустријским, инвестиционим и маркетиншким темама. Форбс такође извештава о повезаним темама као што су технологија, комуникације, наука и право. Седиште листа је у Џерзи Ситију (Њу Џерзи). Главни конкуренти Форбса у националној категорији пословних часописа су Фортјун и Блумберг бизнисвик. Магазин је веома познат по својим листама и рангирањима, укључујући листе најбогатијих Американаца (Форбс 400) и рангирање водећих светских компанија (Форбс глобал 2000). Друга добро позната листа Форбса је листа Светских милијардера.
Мото магазина Форбс је „Капиталистичка алатка” (енгл. The Capitalist Tool). Председавајући и главни и одговорни уредник Форбса је Стив Форбс, а генерални извршни директор магазина је Мајк Перлис.

## Историја
Берти Чарлс Форбс (финансијски колумниста за Херстове листове) и његов партнер Волтер Дреј (генерални менаџер Магазина Вол Стрита), основали су магазин Форбс 15. септембра 1917. године (пре 108 година). Форбс је дао новац и име за компанију, а Дреј је био одговоран за издавачку експертизу. Оригинално име магазина је било Форбс: Посвећен актерима и делима / Форбс: Дивоутед ту дуерс енд дуингс (енгл. Forbes: Devoted to Doers and Doings). Дреј је постао потпредседник Издавачке компаније „Б. Ч. Форбс” (енгл. B. C. Forbes Publishing Company), док је сам Форбс постао главни и одговорни уредник (положај на ком је био до своје смрти 1954). Б. Ч. Форбс је у својим позним годинама имао асистенте, своја два најстарија сина: Бруса Чарлса Форбса (1916—1964) и Малколма Стивенсона Форбса (1917—1990).
Б. Ч. Форбс млађи је преузео посао након очеве смрти, а његов значај за компанију се огледао у способностима којима је успео да рационализује пословање и развије маркетинг. Током раздобља када је обављао своју функцију, од 1954. до 1964. године, Чарлс је између осталих заслужан за готово па удупљавање тиража магазина унутар само десет година.
Након смрти М. С. Форбса, његов најстарији син Малколм Стивенсон „Стив” Форбс мл. (1947—) постао је председник и извршни директор Форбса те главни и одговорни уредник магазина Форбс. У раздобљу од 1961. до 1999. године магазин је уређивао Џејмс Мајклс. Године 1993, док је Мајклс још увек био на свом положају, Форбс је постао финалиста за доделу Награде за национални магазин (енгл. National Magazine Award). Године 2006, инвестициона група Елевејшон партнерс (енгл. Elevation Partners) — у којој је и рок звезда Боно — исказала је минорно интересовање у Форбс проводећи реорганизацију кроз нову компанију Форбс мидија доо (енгл. Forbes Media LLC), којој данас припадају магазин Форбс и сајт Forbes.com заједно са другим медијским подјединицама. У извештају Њујорк тајмса из 2009. године каже се следеће: „40 посто предузећа је продато ... за пријављених 300 милиона долара, па је према томе вредност предузећа 750 милиона долара. Према Марку М. Едмистону из Адмидија партнерса, ’сада вероватно не вреди ни пола од тога’”. Касније је откривено да је цена била 264 милиона долара.

### Продаја седишта и премештање у Џерзи Сити
Јануара 2010. године, Форбс је потписао уговор о продаји свог седишта — зграде која се налази у 5. авенији на Менхетну — и то Универзитету у Њујорку; услови уговора нису били јавно објављени, али Форбс би наставио да користи просторије продате зграде према одредницама уговора са повратним лизингом. Седиште компаније је касније (2014. године) премештено у њупортски урбани део Џерзи Ситија (Њу Џерзи).

### Продаја Интегрејтед вејл мидији
Новембра 2013. године, Форбс мидија (који је издавао магазин Форбс) дат је на продају. Ово је делом била заслуга мањинског власника деоница — Елевејшон партнерса. Документа о продаји која је припремила Дојче банк открила су да је издавачев EBITDA године 2012. био 15 милиона долара. Форбс је наводно продат по цени од 400 милиона долара. Јула 2014. године, породица Форбс је купила Елевејшон и потом продала већински део (51%) компаније Интегрејтед вејл мидија инвестментсу (енгл. Integrated Whale Media Investments).

## Друге публикације
Осим Форбса и његове допуне за лајфстајл Форбс лајф (енгл. Forbes Life), остали наслови укључују Форбс Азија / Форбс Ејжа (енгл. Forbes Asia) те 15 локалних језичких издања. Стив Форбс и уредници његовог магазина дају савет за инвестирање у седмичном Фоксовом ТВ шоуу Форбс на Фоксу (енгл. Forbes on Fox) те у програму Форбс на радију (енгл. Forbes On Radio). Друге групе компаније укључују Форбсову конференцијску групу (енгл. Forbes Conference Group), Форбсову саветодавну групу за инвестирање (енгл. Forbes Investment Advisory Group) и Форбсове прилагођене медије (енгл. Forbes Custom Media). У извештају Тајмса из 2009. године наводи се следеће: „Стив Форбс се недавно вратио са отворења магазина Форбс у Индији, чиме је број страних издања повећан на 10.” Поред овога, исте године компанија је почела са издавањем Форбсвумена (енгл. ForbesWoman), кварталног магазина који издаје ћерка Стива Форбса Мојра Форбс и који такође има пратећи веб-сајт.
Компанија је својевремено издавала магазин Америчко наслеђе / Американ легаси (енгл. American Legacy) као заједнички предузетнички подухват, али на крају се овај магазин одвојио од Форбса (14. маја 2007. године).
Компанија је некада такође издавала и магазине Америчка баштина / Американ херитиџ (енгл. American Heritage) и Изуми и технологија / Инвеншон ен текнолоџи (енгл. Invention & Technology). Након што компанији Форбс није пошло за руком да пронађе купца, обуставила је издавање ових двају магазина (17. маја 2007. године). Оба магазина је купила Компанија „Американ херитиџ паблишинг” (енгл. American Heritage Publishing Company) и наставила да их издаје до пролећа 2008. године.
Форбс од 2009. године издаје Форбсов туристички водич / Форбс травел гајд (енгл. Forbes Travel Guide).
Дана 6. јануара 2014. године, магазин Форбс је објавио да у сарадњи са творцем апликација Мазом (енгл. Maz) покреће апликацију за повезивање на друштвеним мрежама по имену „Стрим” (енгл. Stream). Стрим омогућава читаоцима Форбса да спремају и деле визуелни садржај са другим читаоцима те да долазе до садржаја из магазина Форбс и са сајта Forbes.com помоћу апликације.

## Веб-сајт
Сајт Forbes.com је део Форбс диџитала (енгл. Forbes Digital), подјединице Форбс мидије доо. Форбсова задужбина укључује део анкетног агрегатора RealClearPolitics. Ова два сајта заједно имају посећеност и до 27 милиона јединствених корисника сваког месеца.
Forbes.com користи слоган „Почетна страница за светске пословне лидере” (енгл. Home Page For The World's Business Leaders) и 2006. године је тврдио да је најпосећенији пословни веб-сајт према распрострањености на свету. У извештају Тајмса из 2009. године се наводи да иако „један од топ пет финансијских сајтова према саобраћају [премашује] преко процењених 70 милиона долара до 80 милиона долара годишњих прихода, [исти] никада није добио очекивану јавну понуду”.
Forbes.com користи „сараднички модел” где широка мрежа „сарадника” пише и објављује чланке директно на веб-сајту. Сарадници се плаћају на основу посећености њихових страница на сајту Forbes.com; сајту је допринело преко 2.500 појединаца, а неки сарадници су зарадили и преко 100.000 долара (према извешћима компаније). Форбс тренутно омогућава оглашивачима да објављују блог постове на веб-сајту поред регуларног уредничког садржаја, и то кроз програм познат под именом „Брендвојс” (енгл. BrandVoice) на који отпада више од 10 посто дигиталног прихода Форбса; тренутно име оглашивача на сајту је „Адчојсис” (енгл. AdChoices). Forbes.com је такође објављивао претплатничке инвестиционе билтене и онлајн водич за веб-сајтове „Најбоље од веба” (енгл. Best of the Web). Тренутно постоје одељци сајта „Форбсови подкасти” (енгл. Forbes Podcasts) и „Видео” (енгл. Video).
Дејвид Чербак је покренуо Форбсов веб-сајт 1996. године. На сајту је откривен новинарски скандал Стивена Гласа из Њу репаблика (1998), чланак који је одвукао пажњу до интернет новинарства. На врхунцу медијске попраћености наводног Тојотиног изненадног ненамерног убрзања (2010), открио је да је калифорнијски „необуздани Пријус” био обмана; поред овога, још пет других чланака које је написао Мајкл Фјументо против Тојоте показано је да су неистинити и медијска премиса да је фабрика избацивала покварене аутомобиле окончана. Сајт (као и магазин) садржи много листа о милијардерима и њиховој имовини, нарочито скупим кућама, што је критички аспект очигледне популарности веб-сајта.
Тренутно, сајт блокира приступ за кориснике интернета који употребљавају ед блокере (као што је Adblock Plus). Читање чланака је онемогућено, све док сајт Форбса не стави поједини софтвер за блокирање реклама на белу листу и тако омогући приступ онима који га користе. Ово је направљено овако зато што корисници који користе ед блокере не доприносе приходу сајта. Малвер напади са сајта Форбса су такође уочени.
Сајт Forbes.com је карактеристичан по томе што се при сваком првом приступању истом кориснику исписује „цитат дана” (речи одређеног утицајног уметника, научника, бизнисмена и сл. или пак народна пословица). Тренутно се ови цитати могу наћи на засебној подстраници сајта.
Forbes.com је доступан у три издања (САД, Европа, Азија).

### Списак листа
Форбсове листе које се могу наћи на званичном сајту магазина подељене су у неколико категорија (53 главне листе у 6 категорија), и то:
1. Листе богатих (енгл. Rich Lists)[а]

| 1. Светски милијардери (енгл. ) 2. 400 најбогатијих Американаца (енгл. ) 3. Најбогатије породице из Америке (енгл. ) 4. Најбогатије самоостварене жене из Америке (енгл. ) 5. Најбогатији у технологији (енгл. ) 6. 50 најбогатијих из Хонгконга (енгл. ) 7. 50 најбогатијих из Аустралије (енгл. ) 8. 400 најбогатијих из Кине (енгл. ) 9. 50 најбогатијих из Тајвана (енгл. ) | 1. 100 најбогатијих из Индије (енгл. ) 2. 50 најбогатијих из Јапана (енгл. ) 3. 50 најбогатијих из Африке (енгл. ) 4. 50 најбогатијих из Кореје (енгл. ) 5. 50 најбогатијих из Малезије (енгл. ) 6. 50 најбогатијих из Филипина (енгл. ) 7. 50 најбогатијих из Сингапура (енгл. ) 8. 50 најбогатијих из Индонезије (енгл. ) 9. 50 најбогатијих из Тајланда (енгл. ) |

1. Компаније (енгл. Companies)[б]

| 1. Глобалних 2000 водећих компанија (енгл. ) 2. Најпоузданије компаније из Америке (енгл. ) 3. Најбоље мале компаније из Америке (енгл. ) 4. Најиновативније компаније света (енгл. ) 5. Највеће приватне компаније из Америке (енгл. ) 6. Најбоље испод милијарде из Азије (енгл. ) | 1. Баснословних 50 компанија из Азије (енгл. ) 2. Најобећавајућије компаније из Америке (енгл. ) 3. Највреднији брендови (енгл. ) 4. Најиновативније компаније у расту (енгл. ) 5. Најбољи послодавци из Америке (енгл. ) |

1. Људи (енгл. People)[в]

| 1. Најмоћнији људи света (енгл. ) 2. Моћне пословне жене из Азије (енгл. ) 3. 30 испод 30 (енгл. ) 4. Мртве познате личности с највећом зарадом (енгл. ) 5. Најмоћније жене света (енгл. ) | 1. 40 хероја филантропије (енгл. ) 2. 100 славних (енгл. ) 3. Менаџери хеџ фондова с највишом зарадом (енгл. ) 4. Најбогатија особа у свакој држави (енгл. ) |

1. Места (енгл. Places)[г]

| 1. Најбоље земље за пословање (енгл. ) 2. Најбоља места за пословање и каријеру (енгл. ) | 1. Најбоље државе за пословање (енгл. ) 2. Најбоља мала места за пословање (енгл. ) |

1. Спортови (енгл. Sports)[д]

| 1. Најплаћенији спортисти света (енгл. ) 2. Вредности МЛБ тимова (енгл. ) 3. Вредности Наскар тимова (енгл. ) 4. Вредности НБА тимова (енгл. ) | 1. Вредности НФЛ тимова (енгл. ) 2. Вредности НХЛ тимова (енгл. ) 3. Вредности сокер тимова (енгл. ) |

1. Образовање (енгл. Education)[ђ]

| 1. Најцењенији колеџи у Америци (енгл. ) 2. Најбољи колеџи у Америци (енгл. ) | 1. Најбоље пословне школе (енгл. ) 2. Најбоље интернационалне пословне школе (енгл. ) |